# 達姆甘
達姆甘（波斯語：‎，羅馬化：Dāmghān）是伊朗的城市，位於該國東北部，由塞姆南省負責管轄，距離首都德黑蘭342公里，面積21平方公里，海拔高度1,250米，主要農產品有開心果和扁桃，2006年人口57,331。这座城市是伊朗最古老的安息城市之一，是安息帝国时期安息人在伊朗的第一个首都。
它位于德黑兰以东 342 公里（213 英里）处，位于通往马什哈德的高速公路上，海拔 1,250 米（4,101 英尺）。达姆甘是伊朗高原上最古老的城市之一，拥有 7000 多年的历史，拥有许多历史名胜。其中最古老的是塔佩赫萨尔 (Tepe Hissar)遺址，位于城市的东南部，那里有一座萨珊王朝城堡的废墟。

## 名稱
‎來自于波斯语村庄（‎）和吟游詩人（‎）的组合。

## 歷史遺跡

### 塔里哈内清真寺[2]
塔里哈内清真寺是伊朗最古老的清真寺，穆斯林征服波斯后由1座拜火教神廟改建。塔里哈内清真寺（Damghan Tarikhane Mosque）是伊朗历史最悠久的清真寺之一。它的新建筑与第二世纪和萨珊时代的建筑风格有关。建筑平面图基于中央庭院风格。院子里有一个大的方形庭院，院子里有22个门廊，圆形拱门上的十字拱门在主要的中央庭院里。在公元420年的塞尔柱王朝统治期间，这座高25米的砖塔被添加到了这座建筑中。 它的身体上有非常漂亮的砖砌成Seljuk风格的装饰。 清真寺宣礼塔的宽度约为6.5平方米，底部的周长约为13米，并逐渐减小，顶部达到6.8米。

## 名人
阿巴斯二世·萨法维，伊朗萨非王朝的国王之一，公元1666年死於達姆甘。
莫森·塔纳班德，伊朗演員、導演。
Zahra Bornaki，伊朗田徑運動員。

## 文教機構
- 达姆甘大學

## 外部連結
- Damghan University （页面存档备份，存于）
- Damghan Islamic Azad University （页面存档备份，存于）
- damghan payame noor university
- Damghan on Iran Chamber Society (www.iranchamber.com)
- Damghan News Agency
- Damghan Website （页面存档备份，存于）
- Damghan-City Website